# Natri vàng(I) thiosulfat
Natri vàng(I) thiosulfat là một hợp chất vô cơ thuộc dạng phức có công thức hóa học Na3Au(S2O3)2·2H2O. Muối không màu này chứa phức hợp phối hợp tuyến tính anion của vàng(I) liên kết với hai phối tử thiosunfat. Giống như một số hợp chất vàng khác, hợp chất này được sử dụng làm thuốc chống thấp khớp. Thử nghiệm kiểm soát giả dược đầu tiên có lẽ được tiến hành vào năm 1931, khi sanocrysin được so sánh với nước cất để điều trị bệnh lao.